# Bence-Jones-Proteinurie
Als Bence-Jones-Proteinurie bezeichnet man das Vorhandensein von niedermolekularen nierentoxischen Paraproteinen, den so genannten Bence-Jones-Proteinen, im Urin, den monoklonal synthetisierten freien Leichtketten. Es handelt sich um keine eigenständige Erkrankung, sondern vielmehr um ein Symptom einer Monoklonalen Gammopathie, wie beispielsweise dem Multiplen Myelom oder einer Monoklonalen Gammopathie unklarer Signifikanz. In der Niere führen die Bence-Jones-Proteine zu einer Schädigung. Hierdurch kann es zu einer Niereninsuffizienz kommen.

## Ursachen
Krankheiten, bei denen eine Bence-Jones-Proteinurie auftreten kann:
- Monoklonale Gammopathie unklarer Signifikanz (MGUS) mit Bildung von Leichtketten (sogenanntes Leichtketten-MGUS).
- Multiples Myelom. Wenn nur freie Leichtketten produziert werden nennt man dies auch Leichtkettenplasmozytom, Bence-Jones-Plasmozytom, oder auch Leichtkettenkrankheit. Eine Bence-Jones-Proteinurie kann jedoch auch beim IgG- oder IgA-produzierenden Multiplen Myelom vorkommen.[2]
- Morbus Waldenström
- Lymphome
- Amyloidose
- vorübergehende monoklonale Gammopathie bei Infektionen

## Diagnose
Die Bence-Jones-Proteinurie wird in der Regel durch den Nachweis monoklonaler freier Leichtketten vom Typ Kappa oder Lambda im Urin diagnostiziert, wobei Untersuchungen des Serums (einschließlich der Bestimmung freier Leichtketten) wichtige Informationen über die zugrundeliegende Krankheit liefern. Eine Kombination aus Immunfixationselektrophorese aus dem Serum und/oder Urin, die Serumproteinelektrophorese bzw. Urinproteinelektrophorese, als auch die quantitative Bestimmung der freien Leichtketten hat sich als besonders sensitiv erwiesen.

## Therapie
Je nach Ursache der Bence-Jones-Proteinurie ist unter Umständen keine Therapie nötig. Im Vordergrund steht ansonsten die Therapie der zugrundeliegenden Monoklonalen Gammopathie. Vorübergehend kann im Rahmen einer Dialyse bei akutem Nierenversagen durch Einsatz eines speziellen Filters, der sog. „High Cut Off Membran“, eine Reduktion der Konzentration von Lambda- und Kappa-Ketten aus dem Blut erfolgen, indem diese herausgefiltert werden. Diese Therapie ist jedoch rein palliativ und muss durch eine kurative Therapie ergänzt werden.

## Geschichte
Der Name dieser Proteinurie geht zurück auf den englischen Arzt Henry Bence Jones, der erstmals einen Zusammenhang der Proteinurie mit dem Multiplen Myelom herstellen konnte.